# Home recording
Con il termine Home Recording si indica l'attività di registrazione audio in ambito casalingo, attraverso la creazione di uno studio di registrazione di livello semi-amatoriale.
La sua popolarità è in continua crescita grazie all'aumento di dispositivi audio dedicati ad un prezzo accessibile, anche ottimizzati per l'utilizzo da parte di neofiti o dilettanti.

## Equipaggiamento di un Home recording Studio
Un Home recording studio si basa prevalentemente sulla tecnica di hard disk recording tramite una digital audio workstation (DAW) costituita da un personal computer (con sistema operativo variabile tra Windows, Mac o Linux) e l'utilizzo di cuffie per l'ascolto, a differenza di studi di registrazione professionali dove la DAW è costituita da prodotti proprietari, o sostituita/implementata dai vari componenti necessari alla registrazione e mixaggio: Mixer consolle, registratore, processori di dinamica, effettistica, impianto di ascolto multidevice in ambiente con acustica trattata per offrire risposta neutra.
Per poter registrare in un Home recording studio la strumentazione minima è costituita da un computer dotato di interfaccia audio (già integrata nella scheda madre del computer - con qualità e connessioni però spesso molto limitate - oppure, di qualità anche ottima, aggiunta internamente, internamente con espansioni esterne, o esternamente tramite porta USB, o Firewire, Thunderbolt, similari successive), microfoni e/o direct box con preamplificatori (se si registrano sorgenti/strumenti esterni al computer), software di registrazione (generalmente multitraccia, anziché solo stereofonica) che spesso integra software di composizione tramite sistema MIDI (sequencer), ed eventualmente una tastiera musicale muta per agevolare la composizione (o suonarvi direttamente quanto da registrare).
Con l'utilizzo di programmi audio specifici (esempio: Bitwig Studio, Ableton Live, Cubase, Reaper, Sonar, Logic, ProTools, ecc.) e relativi plug-in, si può infatti eludere la necessità di avere a disposizione diversi dispositivi audio esterni (outboard).

## Scheda audio
La scheda audio è la periferica che converte in forma digitale il segnale elettrico analogico prodotto da microfoni, strumenti musicali o altre sorgenti analogiche (funzione ADC), per consentirne l'elaborazione e la memorizzazione da parte del computer; generalmente è lei ad effettuare anche la conversione inversa - da segnale elettrico di segnali digitali ad analogico - per consentire l'amplificazione e quindi l'ascolto dei suoni registrati/prodotti dal computer, tramite cuffie o altoparlanti.
La risoluzione utilizzata nella registrazione varia di caso in caso, ma la più diffusa è di 16/24 Bit a 44 100/48 000 Hz.
Nelle schede audio più accessoriate - specialmente quelle esterne - alcuni canali di ingresso sono dotati di alimentazione phantom attivabile, necessaria per utilizzarvi alcuni microfoni a condensatore.

## L'outboard
Nell'audio, con il termine outboard (fuori tavola, fuori banco) si intendono apparecchiature poste fuori dalla componente principale del sistema, che vi aggiungono funzioni accessorie, a volte già integrate in sistemi similari (non quindi gli strumenti musicali o impianti di ascolto, monitor video e altri apparecchi che per natura hanno funzione anche slegata dal sistema audio); ciò deriva dalla situazione in cui la componente principale del sistema era il Mixer, a cui con appositi cablaggi opzionali - in ingresso, o tramite insert, o mandate ausiliarie - potevano essere aggiunte funzioni esterne ulteriori (poste fuori dal banco), che a seconda del periodo storico sono variate tra preamplificatori/preamplificatori di qualità superiore, alimentazione phantom, adattatori di impedenza, equalizzatori/equalizzatori avanzati, processori di dinamica (ovvero tutti quei device che potevano essere parte di una channel strip di un mixer di fascia top, ma risultare omesse in mixer entry-level), effettistica (riverberi, echo, distorsori, etc.).

## Software
- Cubase
- Pro Tools
- Logic Pro
- Audacity
- Ardour
- Adobe Audition
- REAPER